# Pampagyps
Pampagyps is een geslacht van uitgestorven condors dat in het Pleistoceen in Zuid-Amerika leefde. De typesoort is Pampagyps imperator.

## Fossiele vondst
Een fossiele tarsometatarsus van Pampagyps is gevonden in Cantera Nicolás Vignogna in de Argentijnse provincie Buenos Aires. De vondst dateert uit het Laat-Pleistoceen (SALMA Lujanian), ongeveer 30.000 jaar geleden.

## Kenmerken
Pampagyps was ongeveer zo groot als een Californische condor en het had een spanwijdte die geschat wordt op 250 tot 360 centimeter. De klauwen van Pampagyps waren krachtiger dan die van de Andescondor.